# Lanceloet en het hert met de witte voet
Lanceloet en het hert met de witte voet is een Middelnederlandse ridderroman. Het werk bevindt zich in de Haagse Lancelotcompilatie en behoort tot het genre van de Arthurromans. Met ongeveer 850 verzen is het een van de kortste ridderromans in het Middelnederlands.

## Oorsprong

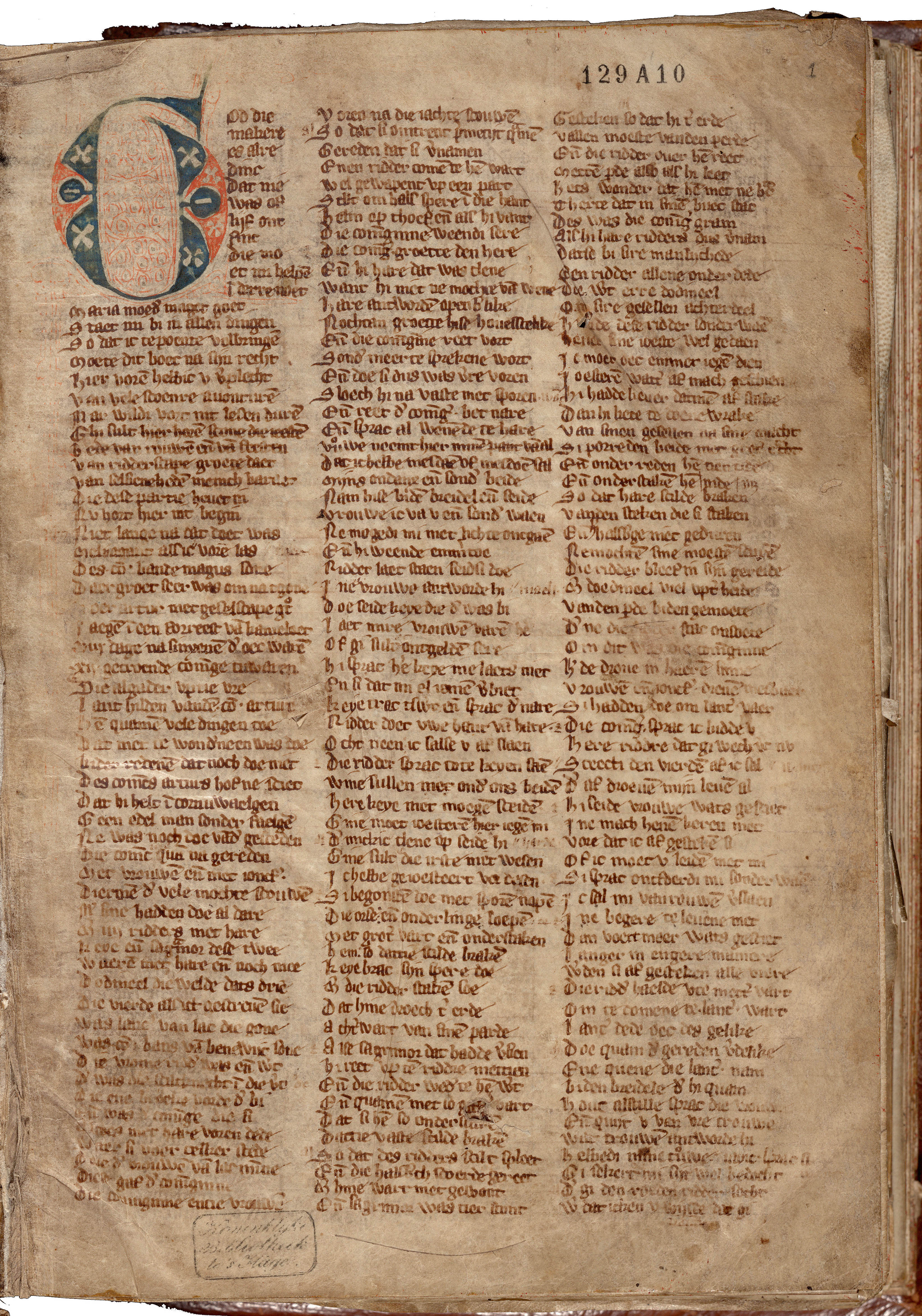
Pagina uit de Haagse Lancelotcompilatie

Over de oorsprong van Lanceloet en het hert met de witte voet tasten neerlandici in het duister. De tekst vertoont enige overeenkomsten met de Franse Lai de Tyolet, maar het is duidelijk dat de Middelnederlandse roman geen bewerking is van dit Franse gedicht, maar dat beide werken van dezelfde stof gebruikmaken zonder die van elkaar te kopiëren. Maartje Draak dateert het oorspronkelijke materiaal waar beide teksten gebruik van maken (en dat dus niet via een oudere bron is overgeleverd) rond 1200.

## Inhoud
Een gezante van een koningin in een ver land bezoekt het hof van Arthur en meldt dat haar meesteres wil trouwen met degene die haar de voet van het mysterieuze hert met de witte voet brengt. Een hondje zal de ridder die het aandurft naar de locatie van het hert leiden. Als eerste besluit de ridder Keye de tocht te ondernemen, maar omdat hij niet over een rivier heen durft te gaan, keert hij onverrichter zake terug. Dan neemt Lanceloet de opdracht over. Hij slaagt erin het door leeuwen bewaakte hert te vinden en de voet af te snijden, maar hij geeft de voet aan een slechte ridder, die hem vervolgens neerslaat en voor dood achterlaat. De ridder gaat naar het hof van de koningin en eist haar voor zich op, maar zij vraagt 14 dagen bedenktijd. Ondertussen  verschijnt Walewein ten tonele; hij redt zijn vriend Lanceloet, haast zich naar de ophanden zijnde bruiloft en verslaat de slechte ridder, net op tijd. Maar Lanceloet, die inmiddels genezen is en recht heeft op een huwelijk met de koningin (en met wie de koningin maar wat graag zou trouwen) besluit de bruiloft aan zich voorbij te laten gaan. Hij koestert immers een hoofse liefde voor Arthurs vrouw, koningin Guenevere.

## Opbouw
Maartje Draak deelt de tekst op in drie grotere gedeelten:
1. Opdracht en de mislukte poging van Keye om de witte voet te bemachtigen (vv. 1-136)
2. Lanceloet bemachtigt de witte voet, maar wordt verwond en voor dood achtergelaten door een slechte ridder (vv. 137-478)
3. Walewein komt te hulp en voltooit de queeste (vv. 479-851)

- Gemeinsame Normdatei: 4791771-4
- Library of Congress Control Number: n2013048827
- Virtual International Authority File: 217042447